# Пудзнари
Пудзнари (груз. ფუძნარი) — село в Грузии, на территории Душетского муниципалитета края (мхаре) Мцхета-Мтианети.

## География
Село находится в северо-восточной части Грузии, на расстоянии приблизительно 12 километров (по прямой) к северо-востоку от города Душети, административного центра муниципалитета. Абсолютная высота — 1171 метр над уровнем моря.

## Население
По результатам официальной переписи населения 2014 года в Пудзнари проживало 3 человека (2 мужчины и 1 женщина). В национальной структуре населения грузины составляли 100 %.
| Год  | Население, человек |
| ---- | ------------------ |
| 2002 | 11                 |
| 2014 | ↘ 3                |